# Aqualaren
Aqualaren is een subtropisch zwembad in Zuidlaren met een wedstrijdbad, een recreatiebad met glijbaan en een peuterbadje. Het zwembad is onderdeel van de stichting zwembaden gemeente tynaarlo. 
Vaste gebruiker van Aqualaren is zwem- en waterpoloclub Ritola.